# Varsberg
Varsberg é uma comuna francesa na região administrativa do Grande Leste, no departamento de Mosela. Estende-se por uma área de 4.15 km², e possui 963 habitantes, segundo o censo de 2018, com uma densidade de 230 hab/km².